# Tsukishima (métro de Tokyo)
Tsukishima (月島駅, Tsukishima-eki) est une station du métro de Tokyo sur les lignes Yūrakuchō et Ōedo dans l'arrondissement de Chūō à Tokyo. Elle est exploitée conjointement par le Tokyo Metro et le Bureau des Transports de la Métropole de Tokyo (Toei).

## Situation sur le réseau
La station Tsukishima est située au point kilométrique (PK) 23,7 de la ligne Yūrakuchō et au PK 15,9 de la ligne Ōedo.

## Histoire
La station a été inaugurée le 8 juin 1988 sur la ligne Yūrakuchō. La ligne Ōedo y arrive le 12 décembre 2000.

## Services aux voyageurs

### Accès et accueil
La station est ouverte tous les jours. Chaque ligne est desservie par un quai central encadré par 2 voies.
En moyenne, 70 414 voyageurs ont fréquenté quotidiennement la station en 2015 (côté Tokyo Metro).

### Desserte
- Ligne Yūrakuchō :
  - voie 1 : direction Shin-Kiba
  - voie 2 : direction Kotake-Mukaihara (interconnexion avec la ligne Seibu Yūrakuchō pour Hannō) ou Wakōshi (interconnexion avec la ligne Tōbu Tōjō pour Shinrinkōen)
- Ligne Ōedo :
  - voie 1 : direction Iidabashi et Tochōmae
  - voie 2 : direction Roppongi et Hikarigaoka

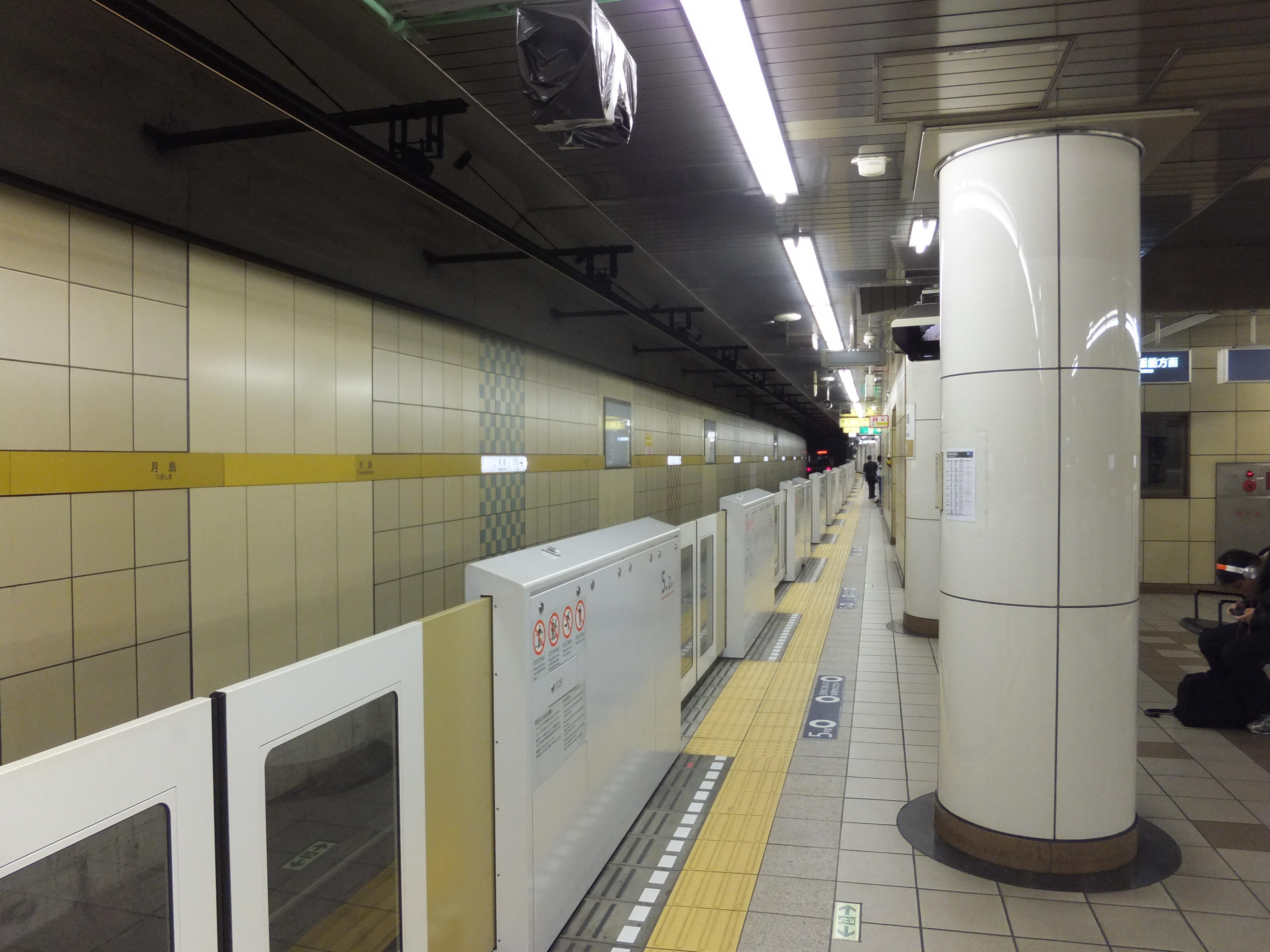
Quai de la ligne Yūrakuchō
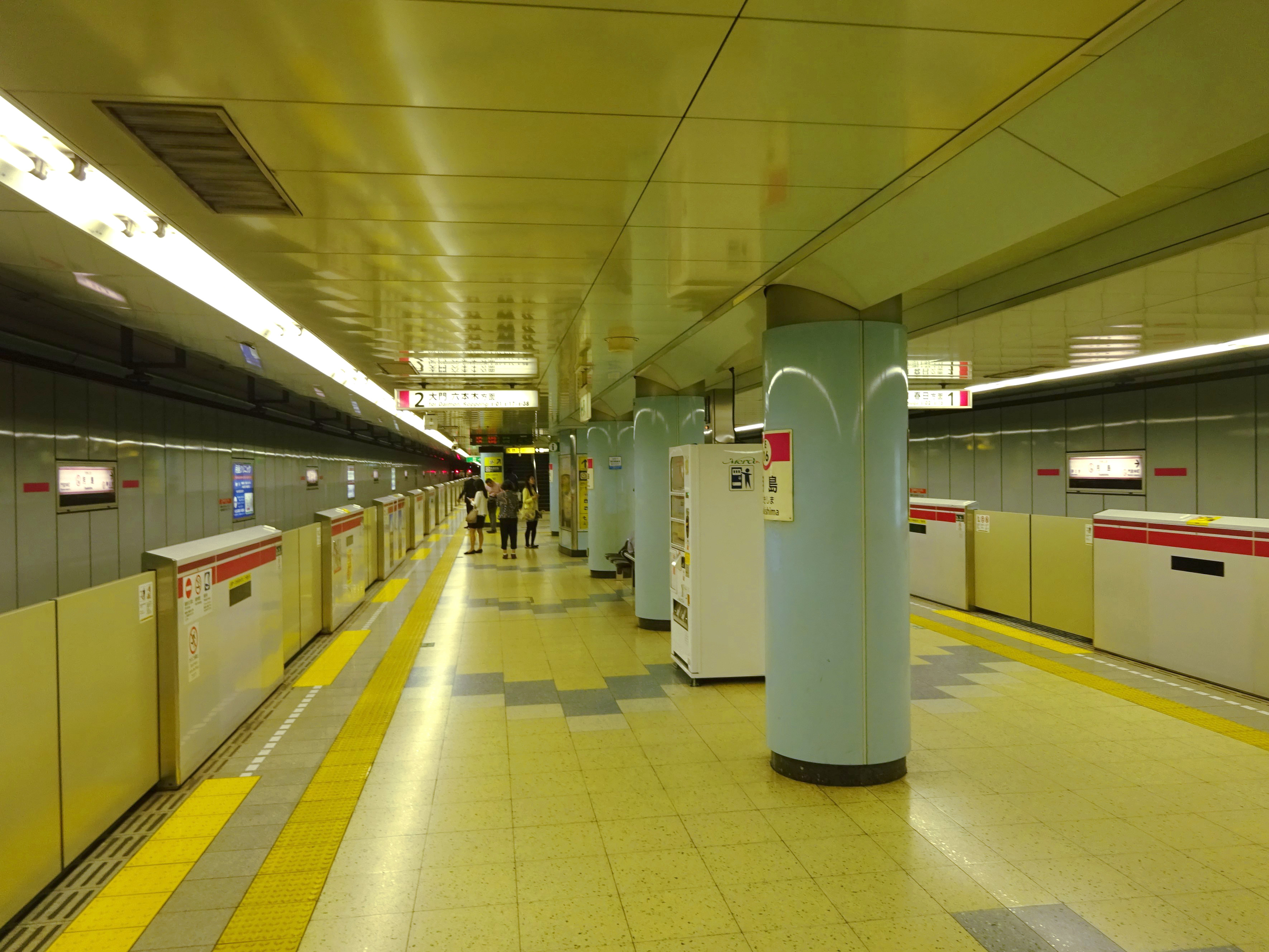
Quai de la ligne Ōedo
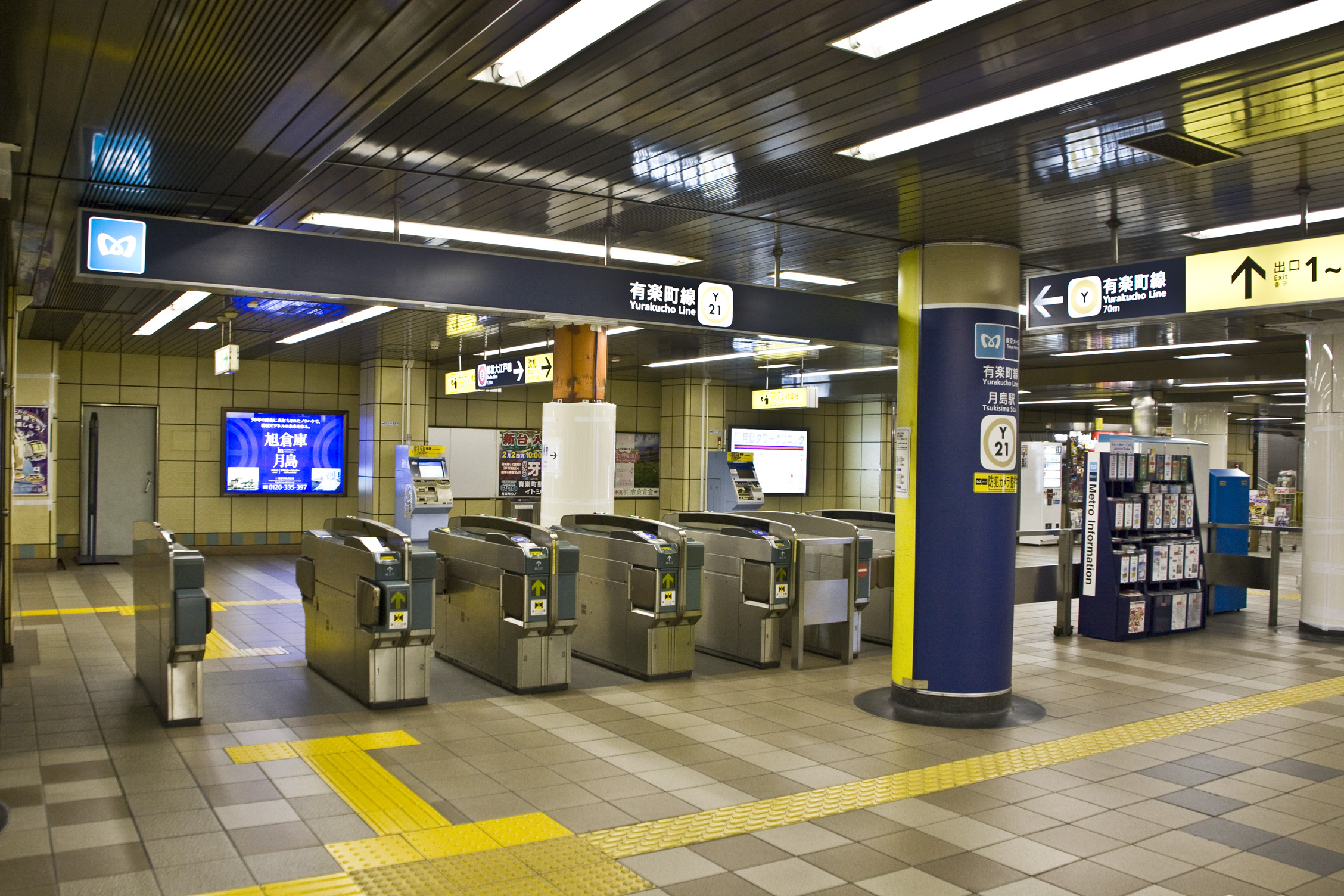
Ligne de contrôle

## A proximité
- Tsukishima